# Брюггская заутреня
Брюггская заутреня (нидерл. Brugse Metten; фр. Les Matines de Bruges) — резня французского гарнизона, а также других иностранцев в г. Брюгге (Фландрия) членами местного фламандского ополчения в ночь с 17 на 18 мая 1302 года, в ходе которой погибло не менее 4 тыс. человек, в основном члены отряда бургомистра. Из-за жестокости эту расправу позже стали называть «Варфоломеевской ночью Фландрии». Резня стала одним из ключевых событий периода Франко-фламандской войны и Фламандского национального восстания. Последовавшая за ней битва при Куртре также завершилась триумфальной победой плохо вооружённых, но лучше организованных фламандцев, которые разгромили французские королевские войска 11 июля 1302 г.

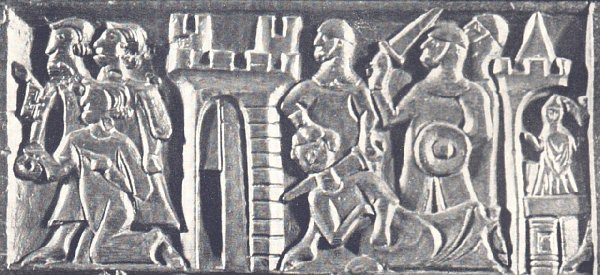
Брюггская заутреня

## Причины и предпосылки
Город Брюгге обладал исключительным правом импорта овечьей шерсти из Англии для переработки на своих промышленных предприятиях. Со временем контроль над этой торговлей перешёл в руки узкого круга франскильонов — франкоязычных или же офранцуженных буржуа, раздражавших местное мещанское и крестьянское фламандское население своим экстравагантным образом жизни и диспропорциональным представительством в органах власти и экономике региона. Когда же английский король Эдуард I попытался было вести дела непосредственно с клиентами, торговцами без посредников, местная буржуазия ополчилась на него. Франскильоны и их политические агенты — патриции/олдермены, призвали своего сеньора, французского короля Филиппа Красивого, на помощь с целью поддерживать их доминирующее положение во Фландрии силой меча. Под предлогом вторжения профранцузские силы попытались было аннексировать Фландрию, однако натолкнулись на мощное сопротивление фламандского народа.

## Ход событий
В ночь с 17 на 18 мая 1302 года вооружённые мятежники, которыми руководили Петер де Конинк и Ян Брейдель, проникли в здания, где французский губернатор города Жак де Шатильон разместил свои войска. Зная, что французы традиционно плохо владели германскими языками, фламандцы требовали, чтобы окружённые по очереди произносили шибболет на нидерландском языке: «schild en vriend», что означает «щит и друг». По другой версии им предлагалось произнести «des gildens vriend» — «друг гильдий». Почти все французы были перебиты, только самому губернатору с небольшой горсткой его подчинённых удалось бежать, впрочем, он через три недели — 11 июля того же года погиб в битве с фламандцами у Куртре. Резня перекинулась и на другие города страны, где фламандские простолюдины начали нападать на французов и других иностранцев.

## Последствия
Брюггская заутреня фактически положила начало языковой войне в Бельгии, которая продолжается, с перерывами, до наших дней. Кроме того, Ян Брейдель и Питер де Конинк превратились во фламандских национальных героев. Рост фламандского национализма в конце XIX века приостановил галлизацию Фландрии во многом благодаря опоре на подобные образы. По инициативе Юлиуса Сайба на Рыночной площади Брюгге в 1887 г. был установлен памятник Брейделю и Конинку.

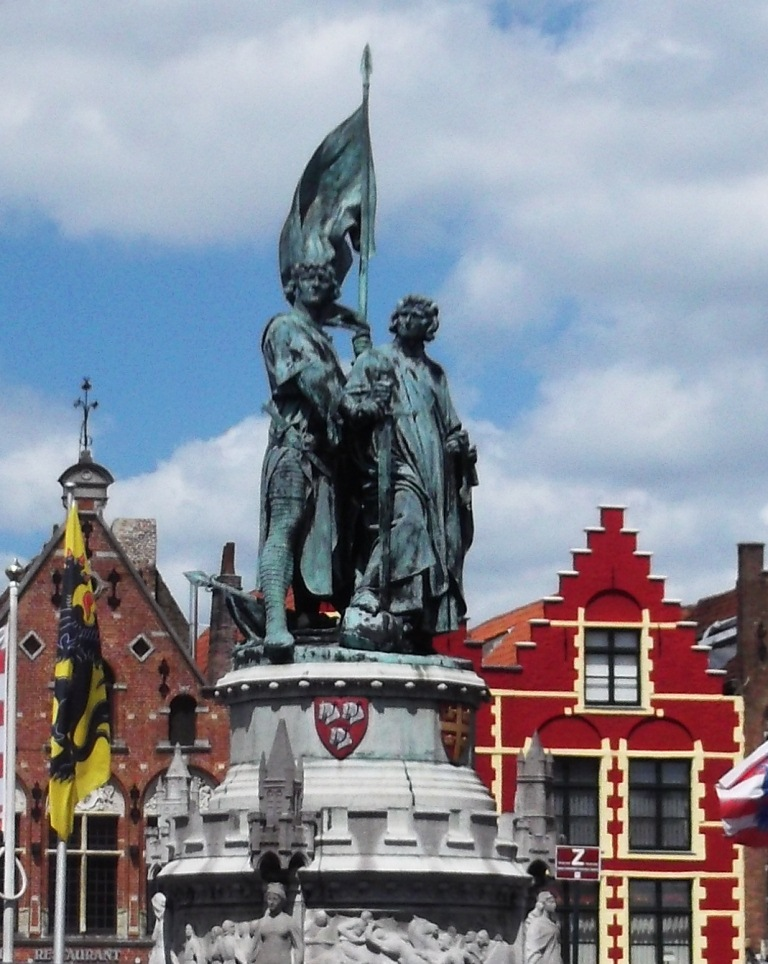
Памятник Брейделю и Конинку